# Nicole Kassell
Nicole Kassell, född 1972 i Philadelphia, Pennsylvania, är en amerikansk regissör. Hon har bland annat regisserat långfilmerna The Woodsman (2004) och A Little Bit of Heaven (2011).